# The Mutants Are Revolting
The Mutants Are Revolting (рус. «Мутанты протестуют») — двенадцатый эпизод шестого сезона мультсериала «Футурама», который является сотым, юбилейным эпизодом сериала.

## Содержание
Planet Express получил сотый заказ: суфле для миссис Астор, в которое добавлена капля концентрированного нитроглицерина. Команда успешно справилась с доставкой, и миссис Астор приглашает членов команды принять участие в благотворительной акции в поддержку университета Брауна — учебного заведения для мутантов.
В XXXI веке мутантам запрещено жить на поверхности. Даже кратковременный выход мутанта на поверхность требует получения кучи разрешений, и их приходится доставать по блату. Но мутанты в XXXI веке делают ту работу, которой не станет заниматься человек с поверхности: очистку канализационных стоков. И для их обучения и был построен университет Брауна. Фонд «Астор» был учреждён в память о пассажирах «наземного Титаника» — единственного и самого большого в мире наземного корабля, который, проезжая по 32-стрит, столкнулся с почтовым ящиком и провалился в подземелье. Среди пассажиров, которые не вернулись, был и мистер Астор, муж миссис Астор.
Однако Лилу не интересует трогательная история о наземном Титанике. Её очень сильно задело пренебрежение, с которым миссис Астор говорила о мутантах. Фрай решил попросить прощения за Лилу, но случайно обмолвился, что она мутант. Естественно, Лилу ждала депортация.
Команда Planet Express уже не рада успешно выполненному сотому заказу: без Лилы не может быть праздника. Нужно что-то делать, и Фрай решается пойти к мэру, чтобы выпросить разрешение для Лилы жить на поверхности. Но, узнав о том, что команда Planet Express уже много лет знала о происхождении Лилы, но не выдала её властям, мэр распорядился, чтобы всю команду отправили на две недели в ссылку в канализацию. Условия жизни под землёй ужасные. Лила несколько раз ходила в гости к своим родителям, но только сейчас поняла, как тяжело им живётся. Встретив Лилу в канализации, Фрай пытался попросить у неё прощения. Но Лила всё ещё на него в обиде и в порыве гнева предлагает ему поплавать в сточных водах, чтобы у него вырос горб, или щупальца, как у Зойдберга, чтобы он почувствовал, каково это: быть мутантом.
Бендер на поверхности отлично веселится и без команды: он пригласил на вечеринку всех своих знакомых. Но праздник длился недолго: стоило Бендеру вспомнить о своих друзьях, как на него напала тоска. Как бы ни было весело, без своих старых друзей он не сможет жить. Поэтому он выгоняет всех, чтобы побыть одному.
Команда тем временем нашла под землёй остатки «наземного Титаника». Там они решили разместиться, пока не закончится срок ссылки. В сейфе капитанской рубки Профессор нашёл кольцо с драгоценнейшим изумрудом, излучающим квантовую энергию, а также список всех пассажиров. На кольце было выгравировано признание в любви к миссис Астор от мистера Астора. Это признание так растрогало Фрая, что он решил доказать Лиле, что он готов ради неё на всё, даже навсегда превратиться в уродливого мутанта. Лила же решила, что она была слишком строга к Фраю. Но когда она увидела его, было поздно: Фрай прыгнул в сточные воды. Из сточных вод вынырнуло настолько безобразное чудовище, что стошнило даже Зойдберга. Это стало последней каплей, и Лила решила раз и навсегда покончить с унизительной долей мутантов: она поднимает революцию мутантов. Мутанты перестали очищать воду и стали выливать сточные воды на улицы. Чтобы устроить большую волну помоев, нужно было согнуть трубы Вест-Сайда. Фраю удалось позвать Бендера, и он сделал это: теперь улицы нового Нью-Йорка заполнены зловонными помоями.
Мутанты готовятся к штурму поверхности. Мэр нового Нью-Йорка принимает меры для очистки улиц от помоев: их просто сливают в здание «Кубический Сад Мэдисон». Когда улицы, казалось бы, уже почти очищены, из люков стали выходить мутанты. Используя помои, выкачанные с улиц города, миссис Астор хотела разогнать мутантов, но Фрай, появившийся из люка, с помощью квантовой энергии изумруда отвёл волну от мутантов. Кроме того, пока мутанты готовились к штурму, он сумел узнать о судьбе мистера Астора: оказывается, он добровольно остался в проваливающемся наземном корабле, уступив место в спасательном автомобиле для мутантки с ребёнком. Услышав эту историю от спасшейся мутантки (это была бабушка Лилы), миссис Астор была растрогана и стала ходатайствовать об освобождении мутантов.
Лила, обрадованная поступком Фрая, решила поцеловать его, несмотря на его отвратительный внешний вид. Но, как оказалось, Фрай не мутировал, просто когда он прыгнул в сточные воды, его проглотил один из мутантов, а теперь он выплюнул его обратно. Это был мутировавший мистер Астор. Миссис Астор обрадовалась, что её муж жив, и тут же обняла его, несмотря на более чем отвратительную его внешность.
Вернувшись в здание Planet Express, команда слушает от Бендера рассказ о том, какая классная здесь была вечеринка. Бендер говорит, что натусовался и вряд ли теперь когда-нибудь будет тусоваться снова. Но, услышав о том, что команда была бы рада продолжению банкета, он включает магнитофон, и все танцуют сгибательный танец.

## Персонажи
Список новых или периодически появляющихся персонажей сериала
- Эльзар
- Дебют: Миссис Астор
- Дебют: Мистер Астор
- Линда
- Морбо
- Калькулон
- Туранга Моррис и Туранга Мунда
- Дебют: Бабушка Лилы
- Смитти
- Урл
- Си Рэндэл Попермэер
- Ужасный Студень
- Робот-Гедонист
- Роберто
- ЛаБарбара Конрад
- Барбадос Слим
- Робот-Толстяк
- Лррр
- Хэтти МакДугал
- Итан «Баблгам» Тэйт
- Робот-дьявол
- Гипер-цыплёнок
- Петуния
- Уолт, Ларри и Игнар
- Сэл

## Изобретения будущего
- Поглотители запаха
- Мини-ракета «I See BM»